# Замок Глубочепы
Замок Глубочепы (чеш. Zámek Hlubočepy) — классицистный архитектурный памятник в одноименном районе Праги.
Замок Глубочепы является одним из в какой-то мере забытых памятников — деревенских замков, сейчас находящихся на территории города.
Закрытая территория с входом с севера (улица Глубочепская) открывается высокой стеной и массивной башней, продолжением крыла, которое дополняют подверженные влиянию классицизма окна. С юго-востока (из ареала новых жилых домов) можно рассмотреть некоторое количество в основном строгих замковых стен, которые исторический памятник на первый взгляд и не напоминают. Неосведомленный мимо идущий прохожий, вероятно, оставит достопримечательность незамеченной.
Экскурсии и просмотры замка не происходят, так как сегодня там располагается кинокомпания исторических фильмов. Но взглянуть на башни вам удастся с близлежащего Жваговского холма (чеш. Žvahovský kopec). Оттуда открывается достаточный вид.
Перед зернохранилищем (здание с башенкой) находится коллекция оружия.
Замок находится в списке культурного наследия Чехии с 1958 года..

## История
Здание первого укрепления было заложено в 1571 году Яном Кутовцем (чеш. Jan Kutovec). Впоследствии объект часто менял хозяина, в 1623 году покупается королевским советником Павлом Михной (чеш. Pavel Michna). Его сын продает имение за 3000 рейнских золотых иезуитам. Иезуиты в 1669 году перестраивают крепость в замок — центр их здешней деятельности. Но так как в 1773 году иезуитский орден был упразднен, имущество переходит в государственную собственность. Современный вид замок получил, вероятно, во время, когда им владел граф František A. Defours.